# 紗雪
紗雪（さゆき）は、かつてロッテが発売していたラクトアイス商品。何度か内容が変更されており、名称も「新紗雪」とされていた時期がある。
1997年の「新紗雪」のテレビCMには、teaco（西野妙子）の「deep GRIND」がCMソングとして使用された。
1999年の「紗雪」のテレビCMには、深田恭子が起用され、椎名法子の「椅子」がCMソングとして使用された。
2006年6月に集計されたgooランキング「好きな100円アイスランキング」では、23位となった。